# Dignity Health Sports Park
Dignity Health Sports Park, voorheen The Home Depot Center en StubHub Center, is een multifunctioneel stadion, waarin 27.000 zitplaatsen zijn. Het stadion staat op de campus van de California State University - Dominguez Hills in Carson (Californië). Op 1 juni 2013 werd de naam veranderd naar StubHub Center.

## Geschiedenis
Het stadion wordt voornamelijk gebruikt door Los Angeles Galaxy, dat uitkomt in de Major League Soccer. De thuiswedstrijden van Chivas USA, ook uit de Major League Soccer, en Los Angeles Sol dat speelde in de Women's Professional Soccer, werden ook in het StubHub Center gespeeld, tot de clubs werden opgeheven in respectievelijk 2014 en 2010. Daarnaast wordt het stadion regelmatig gebruikt voor belangrijke rugby- en Americanfootballwedstrijden.
Verschillende grote wedstrijden zijn gehouden in het stadion. In 2003 werd de all-starwedstrijd gehouden in het stadion. De wedstrijd had CD Guadalajara als tegenstander. In 2003, 2004, 2008, 2011, 2012 en 2014 werd er de finale van de MLS Cup gehouden. De finale van het WK Vrouwen 2003 is gehouden in het Home Depot Center.

### Internationale toernooien
Dit stadion is verschillende keren uitgekozen als gaststadion tijdens een toernooi om de Gold Cup, het voetbaltoernooi voor landenteams van de CONCACAF. Tijdens de Gold Cup van 2005, 2007, 2009, 2011 en 2015 was dit stadion een van de stadions waar voetbalwedstrijden werden gespeeld.
| Nr. | Datum       | Wedstrijd                             | Uitslag | Gold Cup   | Toeschouwers |
| --- | ----------- | ------------------------------------- | ------- | ---------- | ------------ |
| 1   | 7 juli 2005 | Zuid-Afrika – Mexico                  | 2 – 1   | Groepsfase | 27.000       |
| 2   | 7 juli 2005 | Guatemala – Jamaica                   | 3 – 4   | Groepsfase | 27.000       |
| 3   | 7 juni 2007 | Verenigde Staten – Guatemala          | 1 – 0   | Groepsfase | 21.334       |
| 4   | 7 juni 2007 | El Salvador – Trinidad en Tobago      | 2 – 1   | Groepsfase | 21.334       |
| 5   | 9 juni 2007 | Guatemala – El Salvador               | 1 – 0   | Groepsfase | 27.000       |
| 6   | 9 juni 2007 | Trinidad en Tobago – Verenigde Staten | 0 – 2   | Groepsfase | 27.000       |
| 7   | 3 juli 2009 | Canada – Jamaica                      | 1 – 0   | Groepsfase | 27.000       |
| 8   | 3 juli 2009 | Costa Rica – El Salvador              | 1 – 2   | Groepsfase | 27.000       |
| 9   | 6 juni 2011 | Jamaica – Grenada                     | 4 – 0   | Groepsfase | 21.507       |
| 10  | 6 juni 2011 | Honduras – Guatemala                  | 0 – 0   | Groepsfase | 21.507       |
| 11  | 8 juli 2015 | Costa Rica – Jamaica                  | 2 – 2   | Groepsfase | 22.648       |
| 12  | 8 juli 2015 | El Salvador – Canada                  | 0 – 0   | Groepsfase | 22.648       |

Het stadion werd in 2020 ook gebruikt voor het Olympisch kwalificatietoernooi voetbal 2020 voor vrouwen

## Andere faciliteiten
Naast het stadion bestaan ook op het complex een wielerbaan voor 2.500 toeschouwers, een tennisstadion voor 13.000 toeschouwers en een outdoorveld voor 20.000 tot 22.000 toeschouwers.